# Gunnars-Djupträsket
Gunnars-Djupträsket är en sjö i Bodens kommun i Norrbotten och ingår i Råneälvens huvudavrinningsområde. Sjön har en area på 4,07 kvadratkilometer och ligger 91 meter över havet. Gunnars-Djupträsket ligger i Råneälven Natura 2000-område. Sjön avvattnas av vattendraget Kvarnbäcken.

## Delavrinningsområde
Gunnars-Djupträsket ingår i det delavrinningsområde (734786-177634) som SMHI kallar för Utloppet av Gunnars-Djupträsket. Medelhöjden är 115 meter över havet och ytan är 26,91 kvadratkilometer. Det finns inga avrinningsområden uppströms utan avrinningsområdet är högsta punkten. Kvarnbäcken som avvattnar avrinningsområdet har biflödesordning 3, vilket innebär att vattnet flödar genom totalt 3 vattendrag innan det når havet efter 46 kilometer. Avrinningsområdet består mestadels av skog (73 procent). Avrinningsområdet har 4,31 kvadratkilometer vattenytor vilket ger det en sjöprocent på 16 procent.